# Anisogaster signifer
Anisogaster signifer är en skalbaggsart som beskrevs av Leon Fairmaire 1880. Anisogaster signifer ingår i släktet Anisogaster och familjen långhorningar. Inga underarter finns listade i Catalogue of Life.